# Torneo de Apertura ARUSA 2019
El Torneo de Apertura ARUSA de 2019 fue un torneo de rugby de primera división de Chile.
El campeón del torneo fue el club COBS.

## Primera fase
|  | Clasificado a las semifinales. |

### Grupo A
| Pos. | Equipo         | Encuentros | Encuentros | Encuentros | Encuentros | Tantos | Tantos | Tantos | PB | PB | Puntos |
| Pos. | Equipo         | PJ         | PG         | PE         | PP         | F      | C      | Dif    | BO | BD | Puntos |
| ---- | -------------- | ---------- | ---------- | ---------- | ---------- | ------ | ------ | ------ | -- | -- | ------ |
| 1.º  | COBS           | 5          | 5          | 0          | 0          | 336    | 29     | +307   | 5  | 0  | 25     |
| 2.º  | Old Macks      | 5          | 4          | 0          | 1          | 146    | 76     | +70    | 4  | 0  | 20     |
| 3.º  | PWCC           | 5          | 3          | 0          | 2          | 138    | 135    | +3     | 3  | 0  | 15     |
| 4.º  | Stade Français | 5          | 2          | 0          | 3          | 135    | 194    | -59    | 2  | 1  | 11     |
| 5.º  | Alumni SC      | 5          | 0          | 1          | 4          | 93     | 211    | -118   | 1  | 1  | 4      |
| 6.º  | Old Locks      | 5          | 0          | 1          | 4          | 44     | 247    | -203   | 0  | 0  | 2      |

### Grupo B
| Pos. | Equipo               | Encuentros | Encuentros | Encuentros | Encuentros | Tantos | Tantos | Tantos | PB | PB | Puntos |
| Pos. | Equipo               | PJ         | PG         | PE         | PP         | F      | C      | Dif    | BO | BD | Puntos |
| ---- | -------------------- | ---------- | ---------- | ---------- | ---------- | ------ | ------ | ------ | -- | -- | ------ |
| 1.º  | Old Boys             | 5          | 4          | 0          | 1          | 199    | 102    | +97    | 4  | 0  | 20     |
| 2.º  | Sporting Rugby Club  | 5          | 4          | 0          | 1          | 210    | 123    | +87    | 4  | 0  | 20     |
| 3.º  | Universidad Católica | 5          | 4          | 0          | 1          | 220    | 90     | +130   | 3  | 0  | 19     |
| 4.º  | Old Georgians        | 5          | 1          | 0          | 4          | 164    | 135    | +29    | 3  | 4  | 11     |
| 5.º  | Old Reds             | 5          | 2          | 0          | 3          | 132    | 161    | -29    | 2  | 0  | 10     |
| 6.º  | Old Newlanders       | 5          | 0          | 0          | 5          | 57     | 371    | -314   | 0  | 0  | 0      |

## Fase final
|  | Semifinal           | Semifinal           | Semifinal |      |          | Final    | Final | Final |  |
|  |                     |                     |           |      |          |          |       |       |  |
|  |                     |                     |           |      |          |          |       |       |  |
|  | Old Boys            | Old Boys            | 42        |      |          |          |       |       |  |
|  | Old Boys            | Old Boys            | 42        |      |          |          |       |       |  |
|  | Old Macks           | Old Macks           | 16        |      |          |          |       |       |  |
|  | Old Macks           | Old Macks           | 16        |      | Old Boys | Old Boys | 15    |       |  |
|  |                     |                     |           |      | Old Boys | Old Boys | 15    |       |  |
|  |                     |                     | COBS      | COBS | 21       |          |       |       |  |
|  | COBS                | COBS                | COBS      | COBS | 21       | 24       |       |       |  |
|  | COBS                | COBS                |           |      |          | 24       |       |       |  |
|  | Sporting Rugby Club | Sporting Rugby Club | 12        |      |          |          |       |       |  |
|  | Sporting Rugby Club | Sporting Rugby Club | 12        |      |          |          |       |       |  |
|  |                     |                     |           |      |          |          |       |       |  |

| Bandera de Chile |
| Campeón COBS     |